# Purísima del Rincón
Purísima del Rincón è un comune dello stato di Guanajuato, nel Messico centrale.
La municipalità conta 79.798 abitanti e copre un'area di 248,44 km². Il capoluogo è la città di Purísima De Bustos.